# Scytodes imbituba
Scytodes imbituba là một loài nhện trong họ Scytodidae.
Loài này thuộc chi Scytodes. Scytodes imbituba được miêu tả năm 2009 bởi Rheims & Antonio D. Brescovit.